# Фариас, Факундо
Факундо Эрнан Фариас (исп. Facundo Hernán Farías; род. 28 августа 2002, Санта-Фе, Аргентина) — аргентинский футболист, полузащитник клуба «Интер Майами».

## Клубная карьера
Фариас — воспитанник клуба «Колон». 2 ноября 2019 года в матче против «Атлетико Тукуман» он дебютировал в аргентинской Примере. 21 ноября 2020 года в поединке против «Дефенса и Хустисия» Факундо забил свой первый гол за «Колон».
29 июля 2023 года Фариас перешёл в клуб MLS «Интер Майами», подписав контракт до конца сезона 2026 с опциями продления на сезоны 2027 и 2028. За «Интер Майами» он дебютировал 23 августа в матче полуфинала Открытого кубка США 2023 против «Цинциннати», выйдя на замену во втором тайме. 3 сентября в матче против «Лос-Анджелеса» он забил свой первый гол за «Интер Майами».

## Достижения
Командные
 «Колон»
- Обладатель Кубка Профессиональной лиги: 2021